# Begamganj
Begamganj là một thành phố và khu đô thị của quận Raisen thuộc bang Madhya Pradesh, Ấn Độ.

## Địa lý
Begamganj có vị trí 23°36′B 78°20′Đ / 23,6°B 78,33°Đ Nó có độ cao trung bình là 498 mét (1633 foot).

## Nhân khẩu
Theo điều tra dân số năm 2001 của Ấn Độ, Begamganj có dân số 30.563 người. Phái nam chiếm 53% tổng số dân và phái nữ chiếm 47%. Begamganj có tỷ lệ 65% biết đọc biết viết, cao hơn tỷ lệ trung bình toàn quốc là 59,5%: tỷ lệ cho phái nam là 72%, và tỷ lệ cho phái nữ là 58%. Tại Begamganj, 17% dân số nhỏ hơn 6 tuổi.